# Majorka
Majorka (katalonsko in špansko Mallorca) je španski otok v Sredozemskem morju s 3.640 km² in okoli milijonom prebivalcev, ki skupaj z otoki Menorca, Ibiza in drugimi spada med Balearske otoke. Od sredine šestdesetih let so lastniki tamkajšnjih zabavišč in lokalov v glavnem Nemci in Avstrijci, zato je glavni vir dohodka za prebivalce otoka turizem. Na Majorko zahajajo znani obrazi nemškega govornega območja – nemški igralci, glasbeniki, televizijci, zvezdniki vseh področij. Majorka je izrazito zabavnjaška scena, zato v vsakem lokalu od 21.00 do 4.00 igra skupina ali elektronska plesna glasba – vseh sedem noči v tednu.
Majorka ima tudi letališče z neposrednimi povezavami s Zürichom in drugimi večjimi evropskimi letališči. Ima veliko modernih hotelov, privlačne plaže – turistično pa je zanimiva tudi zaradi zgodovinskih in arhitekturnih znamenitosti. 